# Jean-Raymond de Petity

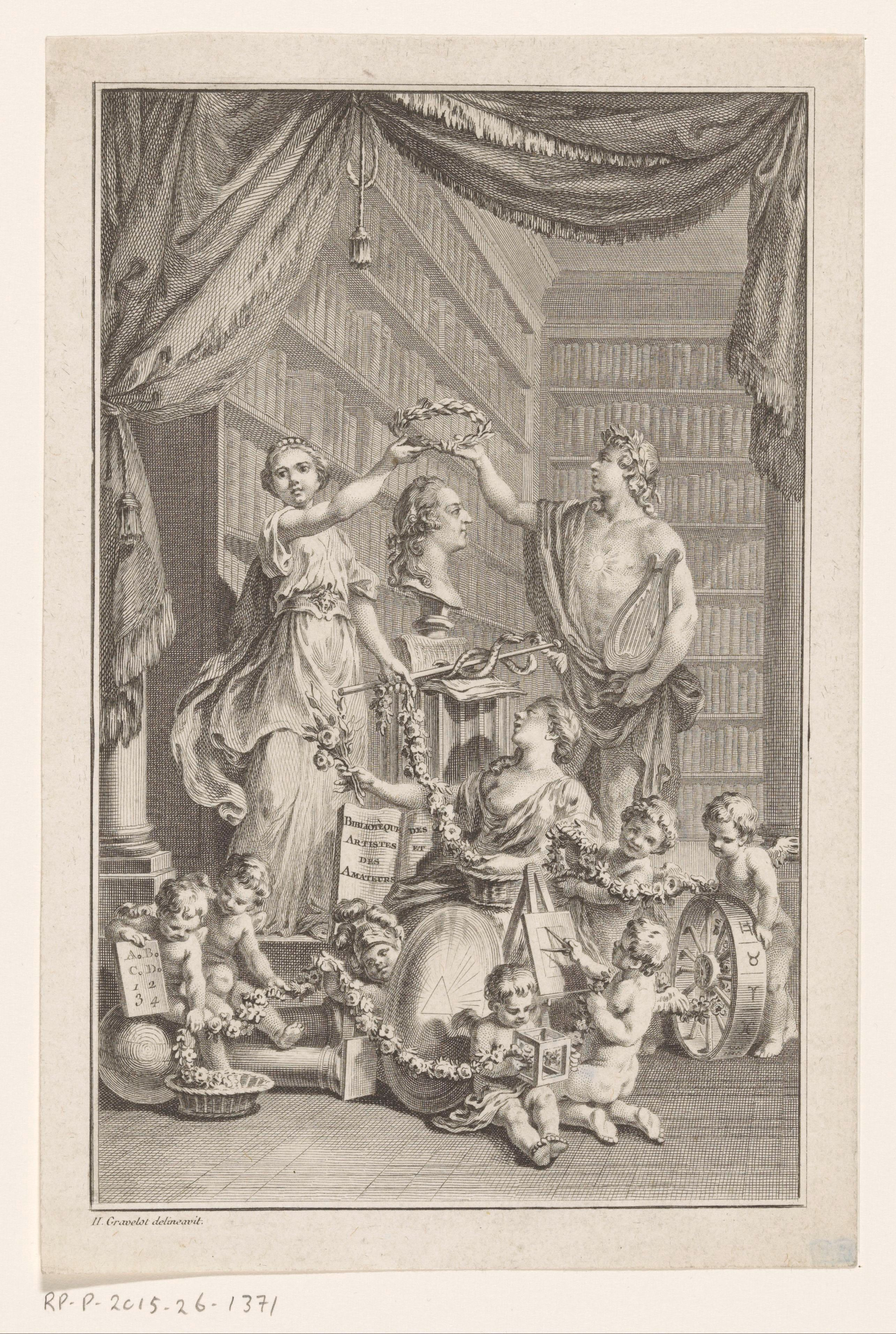
Titelblad van Bibliothèque des artistes et des amateurs (1766)

Jean-Raymond de Petity (de Saint-Vincent) (Saint-Paul-Trois-Châteaux, 1724 – Parijs, 9 september 1780)  was een rooms-katholiek priester en schrijver in het koninkrijk Frankrijk. Hij was een encyclopedist.

## Levensloop
Petity groeide op in Saint-Paul-Trois-Châteaux in het prinsdom Dauphiné in Frankrijk. Als priester werkte hij in Parijs. Aanvankelijk was hij predikant in de hofhouding van koningin Maria Leszczyńska. Nadien legde hij zich toe op de publicaties van zijn werken. Zo publiceerde hij zijn lofredes aan leden van de koninklijke familie en sermoenen.

## Werken
Zijn bekendste werken zijn drie encyclopedieën waarvoor hij eigenhandig de onderwerpen archiveerde. Aanvankelijk begon hij deze documenten te verzamelen, zo schreef hij zelf, voor eigen gebruik. Nadien rijpte het idee om een encyclopedie te publiceren, voor de glorie van Frankrijk.
- Bibliothèque des artistes et des amateurs, ou tablettes analytiques et méthodiques sur les sciences et les beaux-arts, dédiée au roi in 3 volumes (1766). Dit is een encyclopedie over onder meer kunst en moraal maar ook over exacte wetenschappen zoals de architectuur, de wiskunde en de biologie. Het titelblad geeft aan dat het werk diende ter glorie van koning Lodewijk XV van Frankrijk.
- Encyclopédie élémentaire ou Introduction à l’étude des lettres, des sciences et des arts in 3 volumes (1767). Dit was een korte versie van de twee andere encyclopedieën.
- Le manuel des artistes et des amateurs, ou dictionnaire historique et mythologique des emblèmes, allégories, énigmes, devises, attributs et symboles, relativement au costume, aux mœurs, aux usages et aux cérémonies in 4 volumes (1770). Dit is een omstandige opsomming van gebruiken, tradities en symbolen in Frankrijk tijdens het ancien régime.
- Bibliothèque nationale de France: cb12269032t (data)
- Gemeinsame Normdatei: 132192527
- International Standard Name Identifier: 0000 0001 1798 2029
- Library of Congress Control Number: n83139190
- Nationale Bibliotheek van Tsjechië: mzk2009511481
- Système universitaire de documentation: 031483615
- Trove: 1151080
- Virtual International Authority File: 100204320
- WorldCat: E39PBJcrhCWgwQCFfGqkPfckjC